# Farfallon
Farfallon è un film del 1974 diretto da Riccardo Pazzaglia.
Il titolo rimanda con evidenti intenti parodistici al film Papillon (1973), interpretato da Steve McQueen e Dustin Hoffman, che descriveva la vita dei forzati nella Guyana francese e i tentativi di evasione del protagonista. Le vicende di Farfallon, invece, si svolgono in Italia e descrivono i tentativi di fuga dalle varie carceri in cui viene, di volta in volta, trasferito.
Il leitmotiv del film, per sottolinearne i passaggi più malinconici, è Vulannu vulannu, eseguito dallo stesso Franco Franchi.
All'uscita ottiene un discreto successo anche grazie al ritorno in coppia di Franco Franchi e Ciccio Ingrassia dopo un anno di pausa cinematografica: nel 1973 Franco interpreta successi di pubblico come Ultimo tango a Zagarol e Il figlioccio del padrino, Ciccio è lo zio Teo in Amarcord di Federico Fellini. 
Incassò 800.181.000 Lire (Valore attuale 11.000.000 euro circa).

## Trama
Farfallon è un pasticciere siciliano che si trova in carcere per tentato uxoricidio ed è ossessionato dall'idea di evadere per portare a termine il suo delitto. Durante un trasferimento via mare in seguito ad una sommossa, viene avvicinato da un politico compaesano, il barone di Vistacorta, in carcere, a sua volta, per un appalto truffaldino sulla costruzione del Ponte sullo stretto di Messina, che lo incarica di custodirgli un prezioso bossolo contenente una notevole somma di denaro.
Dopo un fallito tentativo di fuga per Napoli, Farfallon viene nascosto dalle monache trappistine che, in cambio, gli chiedono di insegnar loro i segreti della pasticceria siciliana, salvo poi tradirlo consegnandolo alle Guardie svizzere del Vaticano.
Durante il trasferimento in carcere Farfallon, approfittando della distrazione delle guardie, riesce a fuggire ancora una volta ma, rifugiatosi nel cassone frigorifero di un camioncino che trasporta carne, finisce proprio nel mezzo che trasporta carni al carcere. Giunto a destinazione, viene accolto proprio dal Barone di Vistacorta, anch'egli trasferito lì. Immediatamente si rende conto della strana atmosfera che vige in carcere, con una diffusa permissività e addirittura l'unione delle sezioni maschile e femminile.
Ciò nonostante, rimane intatto in lui il desiderio di fuga per portare a termine la sua vendetta nei confronti della moglie Immacolata. Così una notte in sogno gli giunge San Pietro che, dopo una trattativa su come avrebbe dovuto sdebitarsi in seguito Farfallon, gli svela un passaggio segreto dalla cella di rigore verso un cunicolo che dà sull'esterno. Visto che sarebbe stato impensabile farsi mandare in cella di rigore in un carcere del genere, con l'aiuto del Barone, riesce a farsi condurre sul posto dalla direttrice con uno stratagemma. La fuga riesce a metà e, rocambolescamente, vi rimane coinvolto anche il Barone.
Una volta fuori, però, vengono immediatamente acciuffati e condotti nella Colonia Penale Agricola, dove vige un sistema carcerario opposto al precedente, con un direttore che mette subito le cose in chiaro con i nuovi arrivati. I due passano dunque un periodo di lavori duri e varie umiliazioni, culminato con una detenzione di ben otto anni in cella di rigore a causa di un simulato tentativo di stupro da parte della moglie e la cognata del direttore.
All'uscita dalla cella di rigore vengono avvicinati da uno strano detenuto di nome Leonardo, affascinato dall'idea di riprodurre per gli umani il volo degli uccelli, il quale propone ai due di testare delle ali da lui stesso costruite. Farfallon si lancia per primo dal dirupo e cade rovinosamente in acqua, rimanendo fortunatamente illeso appurando, di fatto, il fallimento dell'invenzione; il Barone, di conseguenza, preferisce non lanciarsi.
Nei titoli di coda scopriamo che Farfallon è riuscito a raggiungere a nuoto la Sicilia dove ha ucciso finalmente la moglie ed anche l'amante del Barone per poi essere arrestato di nuovo e riportato in carcere dove ha passato il resto della vita all'ergastolo con il Barone.

## Produzione
Le scene iniziali sono state girate nel carcere di Procida e nel porto di Napoli, altre scene sono state girate nell'ex carcere minorile Aristide Gabelli di San Michele in Roma il quale era già stato dismesso come carcere alla fine degli anni sessanta e che è stato utilizzato in decine di altri film come Fantozzi, Detenuto in attesa di giudizio e Il camorrista.
Le scene in mare della fuga di Farfallon e la scena finale del film sono state girate a Porto Santo Stefano sul Monte Argentario.